# Mora Condal y Salis
Mora Condal y Salis fue un municipio español de la provincia de Lérida.

## Toponimia
El municipio puede aparecer referido como «Mora Condal y Salis», «Mora Condal y Salse» y «Moracondal».

## Historia
Hacia mediados del siglo XIX, el lugar, por entonces con ayuntamiento propio, tenía contabilizada una población de veintinueve habitantes. Aparece descrito en el undécimo volumen del Diccionario geográfico-estadístico-histórico de España y sus posesiones de Ultramar de Pascual Madoz con las siguientes palabras:

MORA CONDAL Y SALSE: l. con ayunt. compuesto de 2 cas., que lleva el uno el primer nombre, y el otro el segundo, y que no obstante tienen un mismo término é igual jurisd. civil; en la prov. de Lérida (15 1/4 leg.), part. jud. de Solsona (3 1/4), aud. terr. y c. g. de Barcelona (22), dióc. de la Seo de Urgel. Está sit. á la falda de un valle, rodeada de peñascos que le circundan en todas direcciones, menos por el S.: el clima es sano y algo frio, reinando los vientos N. y O., y padeciéndose catarrales. Se compone de 8 casas y 2 capillas, una en cada cas., aneja la de Mora Condal, de la parr. de Anoves de Oliana, teniendo la advocacion de Sta. Eugenia, y la de Salse lo es de la de Valldan. Confina el térm. por N. con el de Cambrils (1/2 hora); E. el de Mompol, igual dist.; S. el de Valldan (1/4), y O. el de Anoves, jurisd. de Oliana; hay en él 3 fuentes de aguas de buena calidad, que aprovechan los vec. para sus necesidades. El terreno es cortado, escabroso, secano y en general de inferior calidad: le cruza un torrente denominado r. de la Mora que comienza en el N. del térm. y va á desaguar en el Segre, el cual á veces causa grandes estragos con sus venidas; los montes consisten en rocas y en la célebre Sierra-Seca (esto es sin vegetacion), cuna y guarida de los carlistas hasta 1835, teatro de continuos y encarnizados choques, entre ambos ejércitos, sitio en fin de recuerdos tristísimos por el sin número de víctimas sacrificadas en él. Los caminos son de travesía y malísimos: recibe la correspondencia por cuenta de los mismos interesados de la cartería de Oliana. prod.: centeno, avena, judias, patatas y bellotas; hay poco ganado lanar, cabrío y de cerda; caza de conejos, liebres y perdices. pobl.: 8 vec., 29 alm. riqueza imp.: 12,958 rs. contr.: el 14'48 por 100 de esta riqueza.
(Madoz, 1848, p. 580)

Pasó a llamarse simplemente «Moracondal» y, de cara al censo de 1857, el municipio desapareció y su territorio pasó a formar parte del de Odén. En la actualidad, existen en aquel las entidades singulares de población de La Móra Comtal y Sàlzer.